# Sporthall

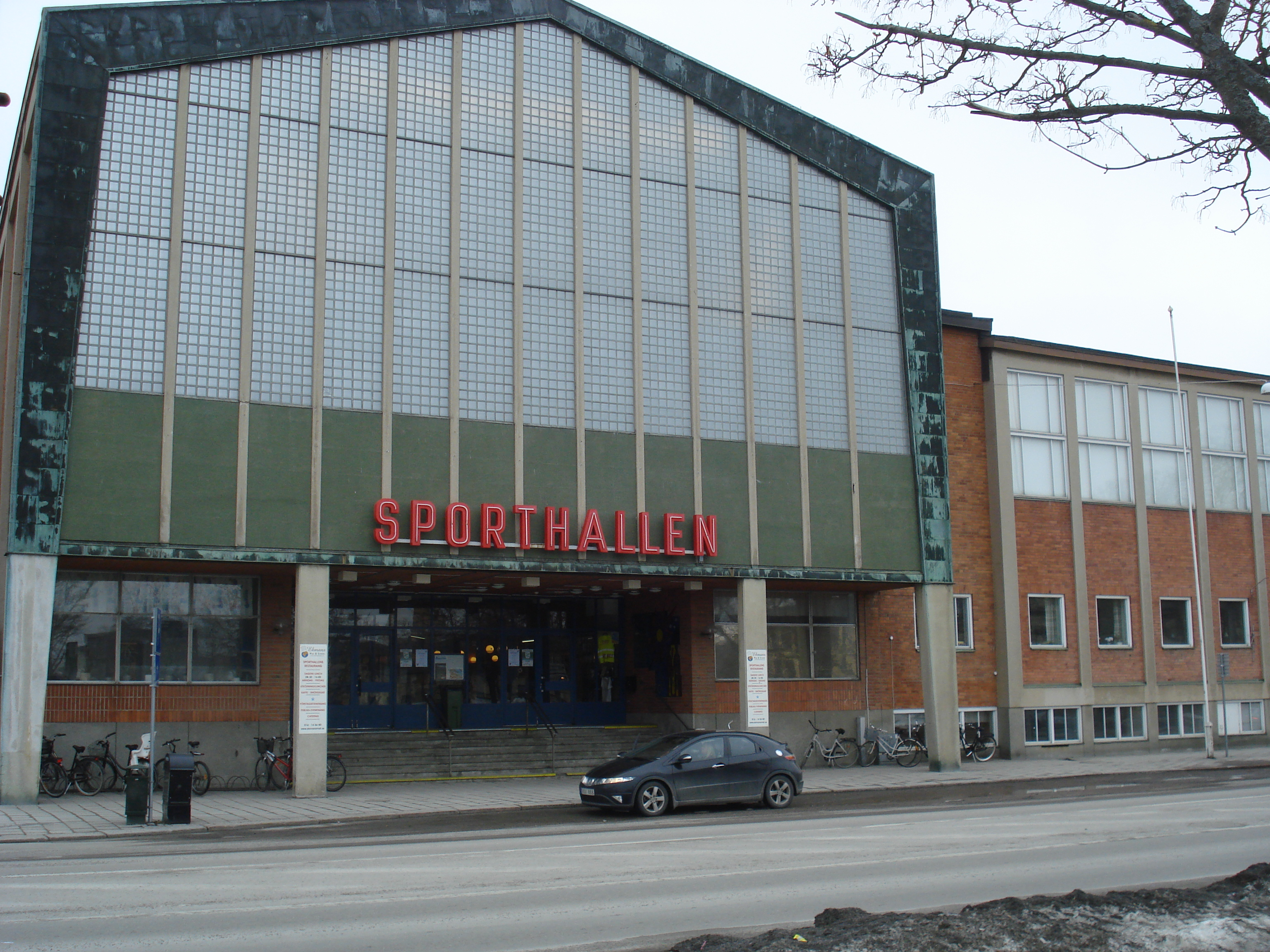
Eskilstuna Sporthall (exteriör).

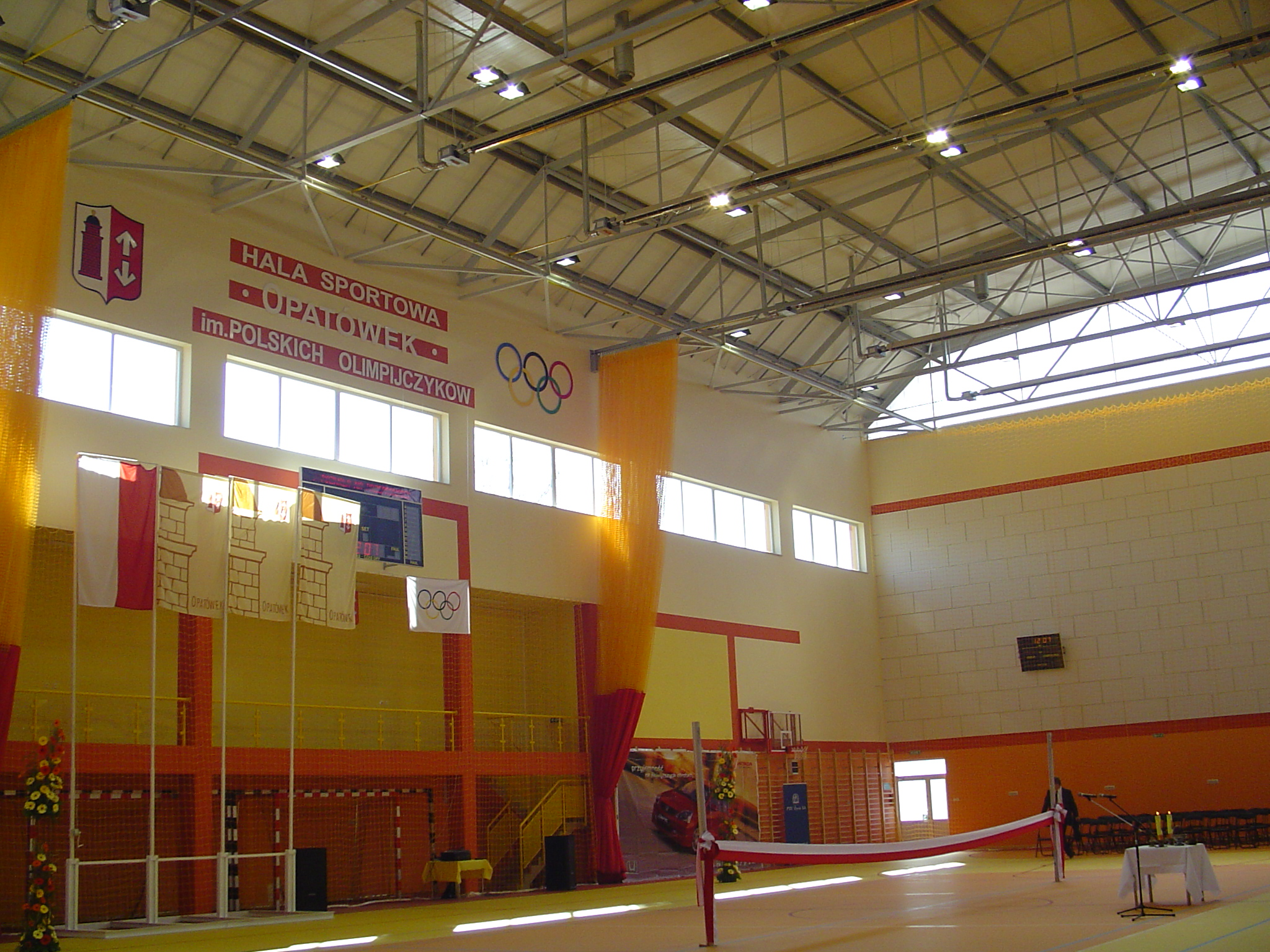
Sporthall (interiör) i Opatówek i Polen.

En sporthall, idrottshall eller ett idrottshus, är en stor inomhusanläggning för idrott. I sporthallar utövas ofta till exempel badminton, basket, handboll, innebandy och volleyboll. En skola kan använda en närliggande sporthall som sin idrottshall.
Tennis brukar inte utövas i en sporthall, utan i en tennishall. Anläggningar med vatten eller is, såsom simhall, bandyhall och ishall, räknas vanligtvis inte som sporthall. En inomhusanläggning som är särskilt anpassad för träning i gymnastik, smidighet och kondition kallas gymnastiksal eller gymnastikhall.